# Albrekt Bjørnen
Albrekt Bjørnen eller Albrecht I af Brandenburg (tysk: Albrecht der Bär eller Albrecht von Ballenstedt) (født ca. 1100, død 18. november 1170 i Stendal (stedet er usikkert)), tilhørte askanierdynastiet.
Albrekt, egentlig Adalbert, blev også kaldt Albrekt den smukke. En sikker tolkning af tilnavnet Bjørnen (tysk: der Bär) er ikke mulig at fastslå, men det var i brug i 1100-tallet.
Under Albrekts ledelse vandt det tysk-romerske rige området Nordmark tilbage. Dette område var oprindelig tabt under den store slaveopstand i 983. Han førte krig mod de slaviske vendere, som var blevet kristnet og indlemmet i den tyske kultur. Af stor betydning var venderkorstoget i 1147. Dette var del af den tyske udvandring østover kaldet Ostsiedlung. I 1157 grundlagde han Markgrevskabet Brandenburg (Mark Brandenburg) og var dettes første markgreve.

## Liv og gerning
Albrekt var den eneste søn af den askanske greve Otto den rige (1075–1123) og Elikia Billung af Sachsen (1081–1142). Hans fødested er ikke kendt.
Som tro tilhænger af Lothar af Supplinburg blev Albrekt forlenet med forskellige dele af Sachsen; 1134 udnævntes han til markgreve i "Nordmark". Efter Lothar’s død stillede han sig på Staufernes side imod Welferne, og da Henrik den Stolte mistede sine to hertugdømmer, forlenede Konrad III Albrekt med Sachsen (1138); 4 år senere måtte han dog atter give dette tilbage til Henriks søn, Henrik Løve.
Albrekt udfoldede som markgreve den største virksomhed. Han udvidede sin magt ved at underkaste sig vendiske lande, og 1150 erhvervede han Brandenburg, hvor efter han siden kaldte sig. Venderne blev kristnede; deres land blev fortysket ved en storartet kolonisation af nederlandske bønder, købstæder blomstrede frem rundt om. Således lagde han grunden til Brandenburgs senere storhed, mens han tillige fandt tid til ivrig at deltage i det tyske riges politik.
Albrekt blev 70 år og opnåede dermed en anselig alder for sin tid. Dødsstedet Stendal er usikkert. Hans grav findes med en vis sandsynlighed i det daværende huskloster for Huset Askanien i Ballenstedt i Harz, nu Ballenstedt slot.
Gennem sit liv bar han følgende titler:
- Greve af Ballenstedt (1123–1170)
- Fyrste og markgreve af Lausitz (1123–1131)
- Hertug af Sachsen (1138–1142)
- Greve af Weimar-Orlamünde (ca. 1134–1170)
- Markgreve af Nordmark (1134–1157)
- Markgreve af Brandenburg (1157–1170)

### Ægteskab og børn
Albrekt var gift med Sophie von Winzenburg fra 1125/1126. Sophie døde ti år før Albrekt.
Parret fik 3 døtre og 7 sønner. Blandt de ti (måske 13) børn var følgende:
- Otto I af Brandenburg (1128–1184), Albrekts efterfølger som markgreve af Brandenburg.
- Hermann I af Weimar-Orlamünde
- Ærkebiskop Siegfried I af Anhalt
- Hedwig von Ballenstedt (død 1203), gift 1147 med Otto dem Reichen, markgreve af Meissen
- Adalbert af Ballenstedt (død 1173)
- Dietrich af Werben (død 1183)
- Bernhard III af Sachsen (1140–1212), arvede Anhalt og senere Hertugdømmet Sachsen.
- Gertrud i 1153 gift med Děpold, bømisk fyrste af premyslideslægten.